# Sue Dwiggins
Sue Dwiggins Worsley (eigentlich Miriam Gretchen Sues, * 20. April 1914 in Los Angeles; † 31. Dezember 2011 in Studio City, Kalifornien) war eine US-amerikanische Drehbuchautorin und Filmproduktionsmitarbeiterin.

## Leben
Dwiggins war die Tochter eines Stummfilmkameramanns und einer Schnittassistentin. Sie heiratete 1938 den Autor Don Dwiggins. In zweiter Ehe war sie mit dem Kameramann William Bradford verheiratet, der für die Produktionsgesellschaft Republic Pictures arbeitete und sie noch vor ihrer Hochzeit zu Beginn der 1950er Jahre dazu brachte, ebenfalls aktiv für die Branche zu wirken.
So skriptete sie 1951 für die „Gene Autry Show“ des amerikanischen Fernsehens, später war sie im Produktionsstab der „Gene Autry Prods.“, bei Four Star Television und schließlich bei der 20th Century Fox. Während der Dreharbeiten zu Beim Sterben ist jeder der Erste lernte sie 1971 ihren dritten Ehemann, den Produktionsleiter Wallace Worsley junior kennen, mit dem sie seither auch beruflich an dessen Projekten zusammenarbeitete. Für E.T. – Der Außerirdische beispielsweise koordinierte sie die Produktion. Nach dem Tod ihres Mannes zog sie sich 1991 von der beruflichen Tätigkeit zurück.
Unter dem Namen „Sue Bradford“ schrieb sie das Drehbuch zum B-Horrorfilm Indestructible Man.
1997 erschien From Oz to E.T., eine Biografie ihres Mannes, die mit ihrer Hilfe und unter ihrem Namen erschien.

## Filmografie (Auswahl)

### Als Produktionssektretärin
- 1969: 100 Gewehre (100 Rifles)
- 1969: Viva Max! (Viva Max)
- 1971: Brennpunkt Brooklyn (The French Connection)
- 1972: Beim Sterben ist jeder der Erste (Deliverance)
- 1977: Schlappschuss (Slap Shot)
- 1984: Nur der Tod ist umsonst (The River Rat)
- 1985: Die Sieger – American Flyers (American Flyers)

### Produktionskoordination
- 1982: E.T. – Der Außerirdische (E.T.: The Extra-Terrestrial)

### Drehbuch
- 1951: The Gene Autry Show
- 1956: Der Würger von Sing-Sing (Indestructible Man)
- 1963: Monstrosity